# 李思賢
李 思賢（り しけん）は、中華民国の政治家・司法官。中華民国維新政府、南京国民政府（汪兆銘政権）の要人。

## 事跡
福建公立専門学校専門科を卒業。霞浦県知事を経て、福建省で司法官となる。1917年（民国6年）、廈門で弁護士を開業した。1931年（民国20年）まで福建の弁護士会長をつとめ、中華弁護士協会理事なども兼ねている。
1938年（民国27年）1月、李思賢は廈門治安維持会司法処主任審判官となる。3月、廈門治安維持会会長兼高等法院院長となる。7月、中華民国維新政府において廈門市政府が成立すると、市長に就任した。さらに高等法院院長と特別市警察庁庁長を兼ね、廈門の政治・司法・警察をすべて自身の手で指揮している。
1940年（民国29年）に南京国民政府（汪兆銘政権）が成立しても、引き続き李思賢が廈門市長に留任している。1943年（民国32年）3月、廈門市は特別市に昇格した際にも、やはり李が引き続き特別市長をつとめた。1945年（民国34年）8月に汪兆銘政権が崩壊するまで、同職にあった。李の廈門統治は7年余りにわたったことになる。
中華人民共和国建国後の1951年1月19日、李思賢は廈門市人民法院により民衆裁判（「公審大会」）にかけられ、漢奸として処刑された。享年66。

## 注
1. ↑  『最新支那要人伝』は、この時点で特別市政府が成立したとしている。しかし本記事では、特別市政府昇格につき、劉寿林ほか編『民国職官年表』の記述に従う。